# Казаклы, Онат
Онат Казаклы (тур. Onat Kazaklı; род. 9 мая 1993, Стамбул) — турецкий гребец. Он специализируется на гребле в категории мужчин-одиночек. Участник Олимпийских игр 2020.

## Биография
Онат Казаклы родился 9 мая 1993 года в Стамбуле.

## Карьера
Онат Казаклы начал занимать академической греблей в возрасте 12 лет.
Онат Казаклы участвовал на первых юношеских Олимпийских играх 2010 года, которые проходили в Сингапуре. В соревновании мужчин на парных лодках (вместе с Огедаем Гирискеном), турецкие гребцы вышел в финал, где заняли последнее, шестое место.
На чемпионате Европы 2012 года в Варезе, Казаклы выступал в соревнованиях четвёрок, дошёл до финала B, где турки заняли четвёртое место.
На чемпионате Европы 2013 года в Севилье в той же дисциплине турки сумели подняться на одно место выше.
В проходившем в Белграде на реке Саве чемпионате Европы в 2014 году, турецкая четвёрка стала первой в финале C. В том же году на чемпионате мира Казаклы выступал на чемпионате мира, где в соревнованиях пар турки стали вторыми в финале B.
На чемпионате Европы 2015 года в той же дисциплине Казаклы и его напарник вышли в главный финал, но заняли последнее, шестое место. На чемпионате мира парная двойка вновь заняла первое место в финале C. В 2016 году на чемпионате мира Казаклы участвовал в паре с рулевым, турки заняли второе место в финале B.
На чемпионате мира 2017 года Казаклы вновь участвовал в соревновании пар без рулевого, выйдя в финал B и заняв там последнее, шестое место.
На чемпионате мира 2018 года Казаклы выступает в соревновании мужчин на одиночных лодках, заняв последнее, шестое место в финале C.
В 2019 году на чемпионатах Европы и мира Онат Казаклы сумел попасть только в финал D, заняв там, соответственно, шестое и второе места.
На олимпийском квалификационной регате, которая проходила в Варезе в 2021 году, Казаклы завоевал путёвку на Олимпийские игры. Он представит Турцию в категории мужчин-одиночек.